# Alberto Gamero
Alberto Miguel Gamero Morillo (* 3. Februar 1964 in Santa Marta) ist ein ehemaliger kolumbianischer Fußballspieler und derzeitiger -trainer.

## Sportlicher Werdegang

### Spieler
Gamero rückte gemeinsam mit Carlos Valderrama 1981 in die Wettkampfmannschaft von Unión Magdalena auf. 1988 wechselte der Abwehrspieler zum Millonarios FC, wo er bis 1991 an der Seite von unter anderem Sergio Goycochea, Arnoldo Iguarán, Carlos Estrada und Rubén Darío Hernández spielte und einmal die Meisterschaft gewann. Nach einem einjährigen Intermezzo bei Envigado FC spielte er je zwei Jahre bei Independiente Medellín und Unión Magdalena. Anschließend ließ er bei Deportivo Unicosta seine Karriere Ende der 1990er Jahre ausklingen. 1999 wollte Gamero erneut zu Unión Magdalena zurückkehren, Cheftrainer Miguel Augusto Prince sah jedoch am Ende der Saisonvorbereitung von einer Verpflichtung ab und Gamero beendete anschließend seine aktive Laufbahn.

### Trainer
Unter Eduardo Pimentel arbeitete Gamero ab 2001 als Fitnesstrainer beim Bogotá Chicó FC in der Hauptstadt Bogotá, mit der Mannschaft schaffte er den Aufstieg in die Categoría Primera A. 2003 übernahm er beim Chía FC in der zweitklassigen Categoría Primera B sein erstes Cheftraineramt, im folgenden Jahr wechselte er zum neu gegründeten Ligakonkurrenten Bogotá FC. Nach seiner Entlassung kehrte er als Trainerassistent von Mario Vanemerak zu Boyacá Chicó FC zurück. Im Laufe des folgenden Jahres wurde er zum Cheftrainer befördert und in der Apertura der Spielzeit 2008 führte er den Klub zur Meisterschaft. In der Qualifikation zur Copa Libertadores 2008 scheiterte er mit der Mannschaft aufgrund der Auswärtstorregel am chilenischen Vertreter Audax Italiano. In der Copa Colombia 2011 erreichte er mit ihr die Endspiele, beide gingen mit je einer 0:1-Niederlage an die Millonarios. Nach einer schwachen Phase in der Spielzeit 2013 wurde er entlassen.
Ein Aufenthalt bei Rionegro Águilas in der folgenden Spielzeit war nicht von Erfolg gekrönt und daher auch nicht von Dauer. In der Finalización übernahm er den Ligakonkurrenten Deportes Tolima. In der Copa Colombia 2014 erreichte er erneut das Endspiel, gegen Independiente Santa Fe gelang nach einem 2:0-Hinspielerfolg durch Treffer von Félix Noguera und Yimmi Chará trotz einer 1:2-Auswärtsniederlage, bei der Andrés Ibargüen mit seinem Tor zum zwischenzeitlichen Ausgleich entscheidend traf, der Titelgewinn. In der Spielzeit 2016 kam es zur Revanche im Meisterschaftsfinale: nach einem 0:0-Remis im Hinspiel erzielte Héctor Urrego den einzigen Treffer beim 1:0-Sieg des Konkurrenten.
Zur folgenden Saison übernahm Gamero Atlético Junior, wurde aber nach nur einem Sieg in den ersten acht Spielen entlassen. Im weiteren Saisonverlauf kehrte er zu Deportes Tolima zurück, wo er am Ende der Apertura der Spielzeit 2018 im Elfmeterschießen gegen Atlético Nacional mit der Mannschaft um Danovis Banguero, Yohandry Orozco und Sebastián Villa den Titel gewann.
Anfang 2020 übernahm Gamero den Cheftrainerposten beim Millonarios FC. In der Spielzeit 2021 wurde er gegen seinen Ex-Klub Deportes Tolima Vizemeister, der sich nach einem 1:1-Remis im Hinspiel mit einem 2:1-Auswärtssieg im Endspiel der Apertura durchsetzte.

## Erfolge

### Spieler
Millonarios
- Kolumbianischer Meister: 1988

### Trainer
Boyacá Chicó
- Kolumbianischer Meister: 2008-I

Deportes Tolima
- Kolumbianischer Pokalsieger: 2014
- Kolumbianischer Meister: 2018-I

Millonarios
- Kolumbianischer Pokalsieger: 2022
- Kolumbianischer Meister: 2023-I